# مارك د. ويست
مارك د. ويست (بالإنجليزية: Mark D. West)‏ هو عالم قانوني أمريكي، ولد في 26 يوليو 1968.